# Marten de Roon
Marten de Roon (Zwijndrecht, 29 maart 1991) is een Nederlandse voetballer die doorgaans op het middenveld speelt. Hij tekende in augustus 2017 een contract tot medio 2021 bij Atalanta Bergamo, waar hij terugkeerde na één seizoen bij Middlesbrough. De Roon debuteerde in 2016 in het Nederlands voetbalelftal.

## Carrière

### Sparta Rotterdam
De Roon begon in de jeugd bij ASWH. Hierna speelde hij zes jaar in de jeugd bij Feyenoord, voordat hij naar die van Sparta ging. In februari 2010 werd hij hier door toenmalig coach Frans Adelaar toegevoegd aan de selectie van het eerste team. Op 27 maart maakte hij daarin zijn debuut, tijdens een wedstrijd in de Eredivisie uit tegen FC Twente. De Roon wekte bij Sparta interesse op bij andere clubs uit de Eredivisie. AZ, Heracles Almelo en sc Heerenveen waren geïnteresseerd in de jonge speler. Zijn contract liep af, waardoor de speler een voordelige aanwinst zou zijn.

### SC Heerenveen
Toen De Roon in 2012 Sparta transfervrij voor sc Heerenveen verruilde, was hij daarmee de eerste aanwinst voor de toenmalige coach Marco van Basten. De Roon gaf aan dat de komst van Van Basten niet doorslaggevend was, maar dat die zeker mooi was meegenomen. In het tweede seizoen onder Van Basten groeide De Roon uit tot aanvoerder van het team. Onder trainer Dwight Lodeweges was hij eveneens aanvoerder en speelde hij een stabiele rol op het middenveld. Met Joey van den Berg vormde hij het hart van het elftal. Na tweeënhalf jaar bij Heerenveen verlengde hij in februari 2015 zijn contract tot medio 2017. Hij vertrok echter in de zomer erop al uit Friesland.

### Atalanta Bergamo
In juli 2015 tekende De Roon een contract tot medio 2019 bij Atalanta Bergamo, de nummer zeventien van de Serie A in het voorgaande seizoen. Voor die club speelde hij in zijn eerste seizoen 36 van de 38 competitieduels; Atalanta eindigde dat seizoen op de dertiende plaats in de Serie A. Hij scoorde eenmaal, tegen Palermo.

### Middlesbrough
De Roon tekende in juli 2016 een contract tot medio 2020 bij Middlesbrough, dat in het voorgaande seizoen promoveerde naar de Premier League. Het betaalde circa €14.000.000,- voor hem aan Atalanta Bergamo. Hij maakte op 5 november 2016 zijn eerste goal voor de club, tegen Manchester City. Zijn gelijkmaker zorgde die wedstrijd voor een punt. De Roon degradeerde aan het eind van het seizoen met Middlesbrough naar de Championship.

### Atalanta Bergamo
De Roon tekende in augustus 2017 een vijfjarig contract bij Atalanta Bergamo. Bij deze club kreeg hij steeds een basisplaats. Atalanta eindigde in seizoen 2018/19 op de derde plaats, waardoor de club zich voor het eerst in haar historie kwalificeerde voor de Champions League. Hierdoor maakte de Roon in seizoen 2019/20 zijn debuut in de Champions League. In de kwartfinale werd Atalanta uitgeschakeld door PSG. Tot de 90ste minuut stond Atalanta voor door een doelpunt van Mario Pasalic, maar PSG draaide het in de blessuretijd om door goals van Marquinhos en Eric Maxim Choupo-Moting.
Op 23 oktober 2022 speelde De Roon zijn 273ste wedstrijd voor Atalanta Bergamo, waardoor hij Glenn Strömberg passeerde als buitenlander met de meeste wedstrijden voor Atalanta.
In seizoen 2023/24 won hij met Atalanta de UEFA Europa League, maar kon hij in de finale niet meedoen door een blessure.
Op 3 november 2024 speelde De Roon zijn 281ste competitiewedstrijd voor Atalanta Bergamo, waardoor hij recordhouder Stefano Angeleri uit de jaren zestig evenaarde. 

## Clubstatistieken
| Seizoen | Club             | Competitie     | Competitie | Competitie | Beker | Beker | Internationaal | Internationaal | Overig | Overig | Totaal | Totaal |
| Seizoen | Club             | Competitie     | Wed.       | Dlp.       | Wed.  | Dlp.  | Wed.           | Dlp.           | Wed.   | Dlp.   | Wed.   | Dlp.   |
| ------- | ---------------- | -------------- | ---------- | ---------- | ----- | ----- | -------------- | -------------- | ------ | ------ | ------ | ------ |
| 2009/10 | Sparta Rotterdam | Eredivisie     | 3          | 0          | 0     | 0     | —              | —              | 0      | 0      | 3      | 0      |
| 2010/11 | Sparta Rotterdam | Eerste divisie | 27         | 0          | 0     | 0     | —              | —              | 0      | 0      | 27     | 0      |
| 2011/12 | Sparta Rotterdam | Eerste divisie | 28         | 2          | 3     | 0     | —              | —              | 2      | 0      | 33     | 2      |
| 2012/13 | SC Heerenveen    | Eredivisie     | 26         | 1          | 2     | 0     | 4              | 1              | 0      | 0      | 32     | 2      |
| 2013/14 | SC Heerenveen    | Eredivisie     | 32         | 3          | 3     | 0     | —              | —              | 0      | 0      | 35     | 3      |
| 2014/15 | SC Heerenveen    | Eredivisie     | 36         | 1          | 1     | 0     | —              | —              | 0      | 0      | 37     | 1      |
| 2015/16 | Atalanta Bergamo | Serie A        | 36         | 1          | 1     | 1     | —              | —              | 0      | 0      | 37     | 2      |
| 2016/17 | Middlesbrough    | Premier League | 33         | 4          | 2     | 1     | —              | —              | 0      | 0      | 35     | 5      |
| 2017/18 | Middlesbrough    | Championship   | 1          | 0          | 0     | 0     | —              | —              | 0      | 0      | 1      | 0      |
| 2017/18 | Atalanta Bergamo | Serie A        | 34         | 3          | 4     | 0     | 8              | 0              | 0      | 0      | 46     | 3      |
| 2018/19 | Atalanta Bergamo | Serie A        | 35         | 2          | 4     | 1     | 5              | 0              | 0      | 0      | 44     | 3      |
| 2019/20 | Atalanta Bergamo | Serie A        | 35         | 2          | 1     | 0     | 9              | 0              | 0      | 0      | 45     | 2      |
| 2020/21 | Atalanta Bergamo | Serie A        | 30         | 3          | 2     | 0     | 12             | 0              | 0      | 0      | 44     | 3      |
| 2021/22 | Atalanta Bergamo | Serie A        | 30         | 3          | 2     | 0     | 12             | 0              | 0      | 0      | 44     | 3      |
| 2022/23 | Atalanta Bergamo | Serie A        | 35         | 0          | 2     | 0     | 0              | 0              | 0      | 0      | 37     | 0      |
| 2023/24 | Atalanta Bergamo | Serie A        | 29         | 0          | 4     | 0     | 10             | 0              | 0      | 0      | 43     | 0      |
| Totaal  | Totaal           | Totaal         | 450        | 25         | 31    | 3     | 60             | 1              | 2      | 0      | 545    | 29     |

Bijgewerkt t/m 18 maart 2024 

## Interlandcarrière
De Roon debuteerde op 13 november 2016 onder bondscoach Danny Blind in het Nederlands elftal tijdens een kwalificatiewedstrijd voor het WK 2018. Nederland won die dag met 1–3 in en tegen Luxemburg. Hij viel in de 88e minuut in voor Bart Ramselaar. Deze invalbeurt kreeg geen vervolg tijdens de overige WK-kwalificatiewedstrijden. Nederland bereikte het WK niet.
Vanaf maart 2018 kreeg de Roon veel speeltijd in het Nederlands elftal. Hierdoor speelde hij meestal tijdens de eerste editie van de UEFA Nations League, waarin de finale werd bereikt.
Ook tijdens de hieropvolgende kwalificatiewedstrijden voor het EK 2020 speelde hij veel. Tijdens het EK 2020, dat werd gespeeld in 2021, stond hij in drie van de vier wedstrijden in de basisopstelling.
De na dit EK opnieuw als bondscoach aangetreden Louis van Gaal gaf De Roon in de tweede helft van 2021 en de eerste helft van 2022 veel minder speeltijd.
In de eerste twee wedstrijden van het WK 2022 in Qatar mocht hij invallen, en bij de derde wedstrijd van Nederland tegen Qatar kreeg hij een basisplaats op de positie naast Frenkie de Jong. In de vierde en vijfde wedstrijd tegen de Verenigde Staten (de achtste finale) en tegen Argentinië (de kwartfinale) behield hij deze plek.
Het EK 2024 moest hij missen door een blessure.
| Interlands van Marten de Roon voor Nederland | Interlands van Marten de Roon voor Nederland | Interlands van Marten de Roon voor Nederland | Interlands van Marten de Roon voor Nederland | Interlands van Marten de Roon voor Nederland | Interlands van Marten de Roon voor Nederland |
| №                                            | Datum                                        | Wedstrijd                                    | Uitslag                                      | Soort wedstrijd                              | Goals                                        |
| -------------------------------------------- | -------------------------------------------- | -------------------------------------------- | -------------------------------------------- | -------------------------------------------- | -------------------------------------------- |
|                                              |                                              |                                              |                                              |                                              |                                              |
| Als speler van Middlesbrough                 |                                              |                                              |                                              |                                              |                                              |
| 1.                                           | 13 november 2016                             | Luxemburg – Nederland                        | 1 – 3                                        | Kwalificatie WK 2018                         |                                              |
| 2.                                           | 31 mei 2017                                  | Marokko – Nederland                          | 1 – 2                                        | Vriendschappelijk                            |                                              |
| Als speler van Atalanta Bergamo              | Als speler van Atalanta Bergamo              | Als speler van Atalanta Bergamo              | Als speler van Atalanta Bergamo              | Als speler van Atalanta Bergamo              | 1                                            |
| 3.                                           | 26 maart 2018                                | Portugal – Nederland                         | 0 – 3                                        | Vriendschappelijk                            |                                              |
| 4.                                           | 31 mei 2018                                  | Slowakije - Nederland                        | 1 – 1                                        | Vriendschappelijk                            |                                              |
| 5.                                           | 4 juni 2018                                  | Italië - Nederland                           | 1 – 1                                        | Vriendschappelijk                            |                                              |
| 6.                                           | 13 oktober 2018                              | Nederland - Duitsland                        | 3 – 0                                        | UEFA Nations League 2018/19                  |                                              |
| 7.                                           | 16 november 2018                             | Nederland - Frankrijk                        | 2 – 0                                        | UEFA Nations League 2018/19                  |                                              |
| 8.                                           | 19 november 2018                             | Duitsland - Nederland                        | 2 – 2                                        | UEFA Nations League 2018/19                  |                                              |
| 9.                                           | 21 maart 2019                                | Nederland - Wit-Rusland                      | 4 – 0                                        | EK-kwalificatie 2020                         |                                              |
| 10.                                          | 24 maart 2019                                | Nederland - Duitsland                        | 2 – 3                                        | EK-kwalificatie 2020                         |                                              |
| 11.                                          | 6 juni 2019                                  | Nederland – Engeland                         | 3 – 1                                        | UEFA Nations League 2018/19                  |                                              |
| 12.                                          | 9 juni 2019                                  | Portugal – Nederland                         | 1 – 0                                        | UEFA Nations League 2018/19                  |                                              |
| 13.                                          | 6 september 2019                             | Duitsland – Nederland                        | 2 – 4                                        | EK-kwalificatie 2020                         |                                              |
| 14.                                          | 10 oktober 2019                              | Nederland – Noord-Ierland                    | 3 – 1                                        | EK-kwalificatie 2020                         |                                              |
| 15.                                          | 13 oktober 2019                              | Wit-Rusland – Nederland                      | 1 – 2                                        | EK-kwalificatie 2020                         |                                              |
| 16.                                          | 16 november 2019                             | Noord-Ierland – Nederland                    | 0 – 0                                        | EK-kwalificatie 2020                         |                                              |
| 17.                                          | 4 september 2020                             | Nederland – Polen                            | 1 – 0                                        | UEFA Nations League 2020/21                  |                                              |
| 18.                                          | 7 september 2020                             | Nederland – Italië                           | 0 – 1                                        | UEFA Nations League 2020/21                  |                                              |
| 19.                                          | 7 oktober 2020                               | Nederland – Mexico                           | 0 – 1                                        | Vriendschappelijk                            |                                              |
| 20.                                          | 11 oktober 2020                              | Bosnië en Herzegovina – Nederland            | 0 – 0                                        | UEFA Nations League 2020/21                  |                                              |
| 21.                                          | 24 maart 2021                                | Turkije – Nederland                          | 4 – 2                                        | Kwalificatie WK 2022                         |                                              |
| 22.                                          | 2 juni 2021                                  | Nederland – Schotland                        | 2 – 2                                        | Vriendschappelijk                            |                                              |
| 23.                                          | 6 juni 2021                                  | Nederland – Georgië                          | 3 – 0                                        | Vriendschappelijk                            |                                              |
| 24.                                          | 13 juni 2021                                 | Nederland – Oekraïne                         | 3 – 2                                        | Groepsfase EK 2020                           |                                              |
| 25.                                          | 17 juni 2021                                 | Nederland – Oostenrijk                       | 2 – 0                                        | Groepsfase EK 2020                           |                                              |
| 26.                                          | 27 juni 2021                                 | Nederland – Tsjechië                         | 0 – 2                                        | Achtste Finale EK 2020                       |                                              |
| 27.                                          | 4 september 2021                             | Nederland – Montenegro                       | 4 – 0                                        | Kwalificatie WK 2022                         |                                              |
| 28.                                          | 16 november 2021                             | Nederland – Noorwegen                        | 2 – 0                                        | Kwalificatie WK 2022                         |                                              |
| 29.                                          | 22 september 2022                            | Polen – Nederland                            | 0 – 2                                        | UEFA Nations League 2022/23                  |                                              |
| 30.                                          | 25 september 2022                            | Nederland – België                           | 1 – 0                                        | UEFA Nations League 2022/23                  |                                              |
| 31.                                          | 21 november 2022                             | Senegal – Nederland                          | 0 – 2                                        | Groepsfase WK 2022                           |                                              |
| 32.                                          | 25 november 2022                             | Nederland – Ecuador                          | 1 – 1                                        | Groepsfase WK 2022                           |                                              |
| 33.                                          | 29 november 2022                             | Nederland – Qatar                            | 2 – 0                                        | Groepsfase WK 2022                           |                                              |
| 34.                                          | 3 december 2022                              | Nederland – Verenigde Staten                 | 3 – 1                                        | Achtste finale WK 2022                       |                                              |
| 35.                                          | 9 december 2022                              | Nederland – Argentinië                       | 2 – 2                                        | Kwartfinale WK 2022                          |                                              |
| 36.                                          | 24 maart 2023                                | Frankrijk – Nederland                        | 4 – 0                                        | Kwalificatie EK 2024                         |                                              |
| 37.                                          | 14 juni 2023                                 | Nederland – Kroatië                          | 2 – 4                                        | UEFA Nations League 2022/23                  |                                              |
| 38.                                          | 7 september 2023                             | Nederland – Griekenland                      | 3 – 0                                        | Kwalificatie EK 2024                         | 17'                                          |
| 39.                                          | 13 oktober 2023                              | Nederland – Frankrijk                        | 1 – 2                                        | Kwalificatie EK 2024                         |                                              |
| 40.                                          | 16 oktober 2023                              | Griekenland – Nederland                      | 0 – 1                                        | Kwalificatie EK 2024                         |                                              |
| 41.                                          | 18 november 2023                             | Nederland – Ierland                          | 1 – 0                                        | Kwalificatie EK 2024                         |                                              |
| 42.                                          | 26 maart 2024                                | Duitsland – Nederland                        | 2 – 1                                        | Vriendschappelijk                            |                                              |

## Erelijst
| UEFA Europa League | 1x | 2023/24 |

## Trivia
- Sinds 18 mei 2019 is De Roon, naast onder anderen Nelli Cooman en Bas Nijhuis, ambassadeur van Roparun.[12]